# Kweek (gras)
Kweek (Elymus repens) is een plantensoort uit de grassenfamilie (Poaceae).

## Determinatie
Kweek is een vaste, kruidachtige plant. Ze wordt 30–120 cm hoog en heeft rechtopstaande stengels. De plant verspreidt zich vegetatief met ondergrondse, vertakkende uitlopers (rizomen) en generatief door middel van zaden. Bij het in stukken breken van een uitloper ontstaat op elke knoop weer een nieuwe plant.
Het groene, vlakke blad heeft een 0,3 mm breed tongetje (ligula) op de overgang van bladschijf naar bladschede.

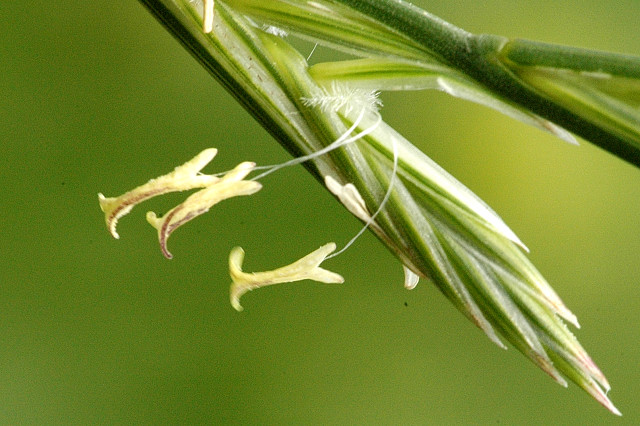
Aartje

De bladschede is kaal tot dicht behaard en de bladschijf heeft gladde of bijna geen ruwe randen en is op de bovenzijde verspreid behaard. De dunne ribben zijn op de bovenzijde van het blad afgerond. Kweek bloeit in juni en augustus. De bloeiwijze is een aar, die stijf rechtopstaand of overhangend kan zijn. De aartjes met drie tot acht bloempjes zitten in een losse of dichte schakeling op de aar. Het 9 mm lange lemma is met of zonder kafnaald. De kafnaalden zijn soms tot wel 10 mm lang. De 11 mm lange kelkkafjes hebben drie tot zeven nerven. De helmhokjes zijn ongeveer 4 mm lang en groengeel van kleur.
De vrucht is een graanvrucht.

## Ondersoorten
In Nederland worden soms de ondersoorten Elymus repens subsp. repens en Elymus repens subsp. arenosa onderscheiden. Deze laatste komt aan de kust voor en is vaak wittig aangelopen.

## Ecologie
Kweek heeft een brede ecologische amplitude, maar vindt haar optimum op eutrofe (vooral stikstofrijke) plaatsen. De plant kan zeer goed tegen droogte. Ook gedijt ze in zilte milieus.
In jonge toestand is de voederwaarde goed en de plant wordt dan ook nog door het vee gegeten. Kweek geeft aan steile slootkanten door de vele rizomen een grote stabiliteit.

## Verspreiding
Het verspreidingsgebied van kweek strekt zich uit over Europa, Noord-Afrika, in Azië van Siberië tot in China en in Noord-Amerika.

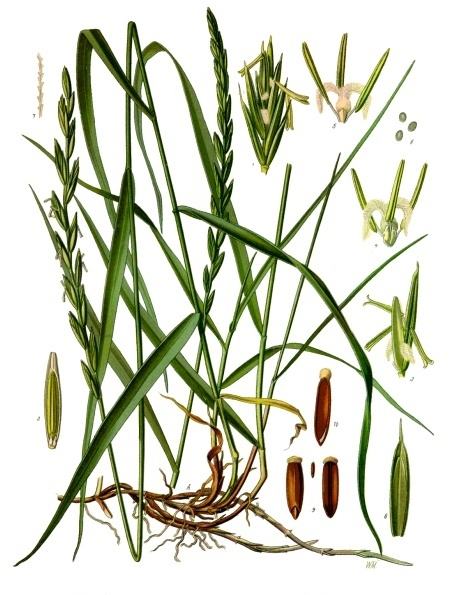
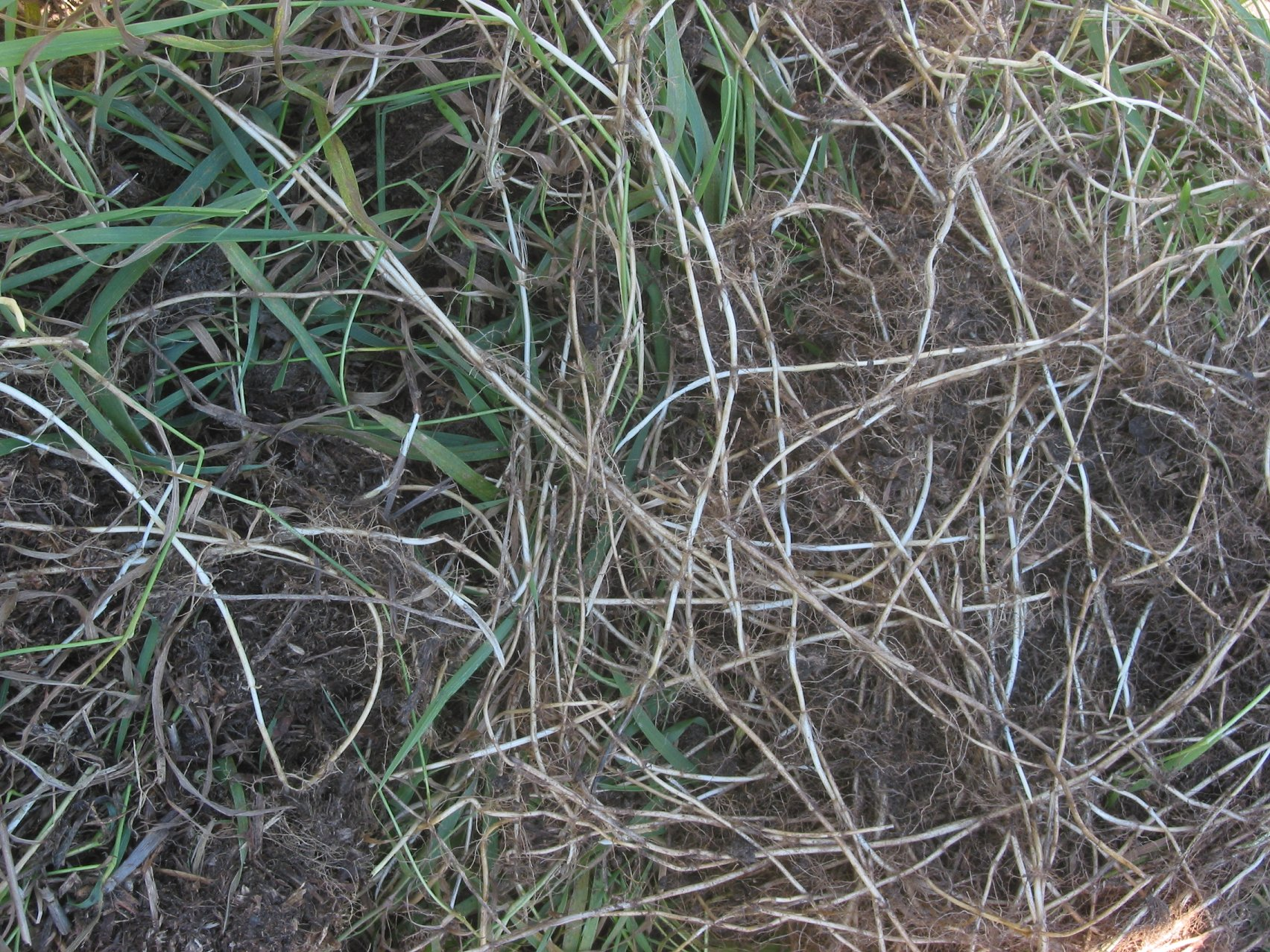
Rizomen
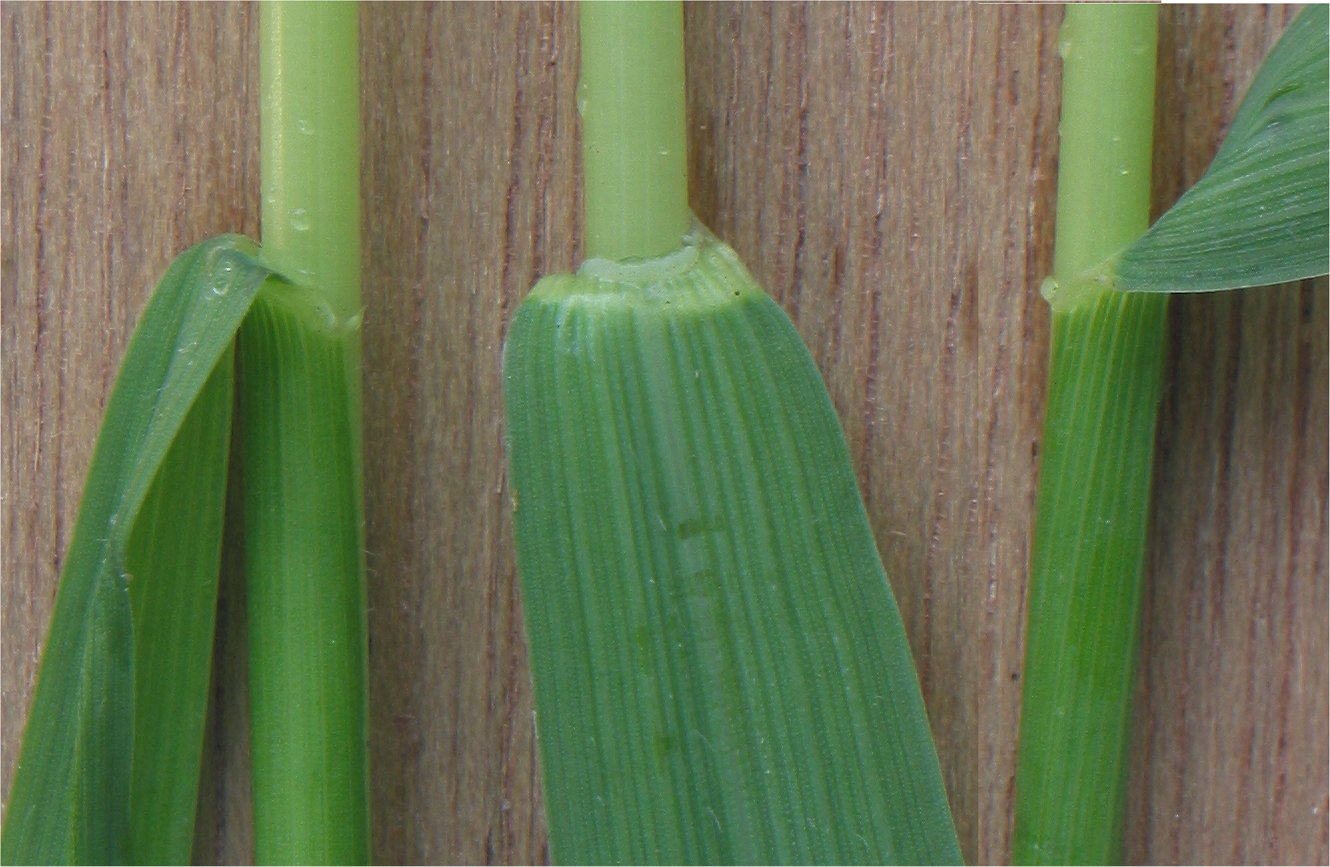
Tongetje
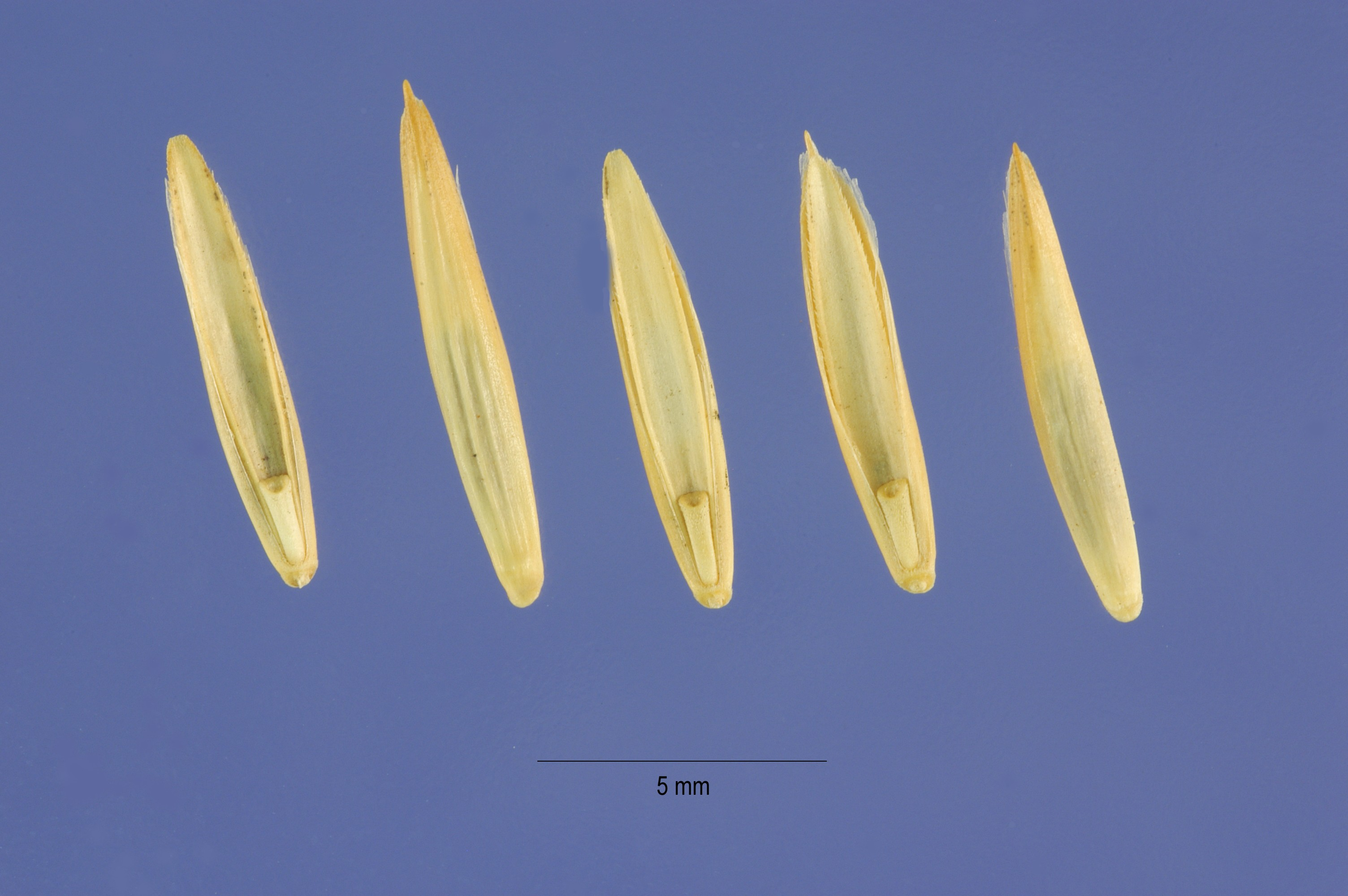
Vruchten (zaden)